# Anomala delkeskampi
Anomala delkeskampi är en skalbaggsart som beskrevs av Machatschke 1972. Anomala delkeskampi ingår i släktet Anomala och familjen Rutelidae. Inga underarter finns listade i Catalogue of Life.